# Stanley Goble
Vous lisez un « bon article » labellisé en 2023.
Stanley James Goble, dit Jimmy Goble, né le 21 août 1891 à Croydon (banlieue de Melbourne) et mort le 24 juillet 1948 à Heidelberg, est un haut commandant de la Royal Australian Air Force (RAAF, Force aérienne royale australienne). Il occupe le poste de Chief of the Air Staff  (CAS, Chef d'état-major de la Force aérienne) pendant trois mandats, en alternance avec le wing commander (plus tard, air marshal) Richard Williams. Stanley Goble se fait connaître du grand public en 1924 lorsqu'il devient, avec son collègue pilote de la RAAF Ivor McIntyre, le premier homme à faire la circumnavigation aérienne de l'Australie, parcourant 13 600 km à bord d'un hydravion à flotteurs monomoteur. 
Pendant la Première Guerre mondiale, il pilote des avions de chasse sur le front occidental avec le Royal Naval Air Service britannique. Il devient un as avec dix victoires, commande le No. 5 Squadron (plus tard le No. 205 Squadron RAF) et il est décoré de l'ordre du Service distingué (DSO) et de la Distinguished Service Cross (DSC). 
De retour en Australie, Stanley Goble contribue à la formation de la RAAF en tant que branche indépendante des forces armées australiennes. Lors d'une mission d'échange en Grande-Bretagne dans les années 1930, il dirige le No. 2 Group RAF. En tant que Chief of the Air Staff au début de la Seconde Guerre mondiale, Goble s'oppose au gouvernement fédéral au sujet de la mise en œuvre du programme d'entraînement aérien de l'Empire, qui, selon lui, nuirait à la défense de l'Australie. 
Il quitte son poste de chef de la RAAF au début des années 1940 et il passe le reste de la guerre à Ottawa comme officier de liaison aérienne avec le Canada. Stanley Goble meurt deux ans après la fin de sa carrière militaire.

## Biographie

### Jeunesse et début de carrière
Stanley Goble naît le 21 août 1891 à Croydon dans l'État de Victoria. Il est l'un des quatre fils d'un père australien, George, et d'une mère anglaise, Ann,. Apparemment peu scolarisé, il commence sa vie professionnelle comme commis des chemins de fer victoriens à l'âge de seize ans. À vingt-trois ans, il est, comme son père, chef de gare, et footballeur avec le Brunswick Football Club dans la Victorian Football League.
Stanley Goble ne peut pas intégrer la force impériale australienne au début de la Première Guerre mondiale, il ne remplit pas les critères médicaux stricts ; il écrira plus tard que « seuls les candidats qui avaient la meilleure forme physique étaient considérés comme convenables pour le premier contingent de troupes australiennes ». Ses trois frères étant déjà en service actif, il décide de se rendre en Angleterre à ses frais et de s'enrôler dans les forces armées britanniques.

### Première Guerre mondiale
Stanley Goble est admis pour l'entraînement au vol avec le Royal Naval Air Service (RNAS) en juillet 1915. Après avoir obtenu son diplôme de sous-lieutenant de vol le 20 octobre 1915, il devient pilote d'essai et entreprend des patrouilles anti-sous-marine à partir de Douvres. Stanley Goble commence ses opérations avec seulement trois heures de vol en solo. Vers la fin de l'année, il est affecté de l'autre côté de la Manche, à Dunkerque, pilotant des bombardiers de reconnaissance Caudron et des chasseurs Sopwith Pup,.
« I was detailed to carry out what was termed a fighting patrol in a twin-engined Caudron. My armament was a Very pistol and my gunner was supplied with a rifle. [...] I discovered that my gunner had never been in the air, had never fired a rifle in his life. [...] I had not seen a twin-engined Caudron until after dark on the previous evening and could not even obtain a map of the front. [...] Fortunately this highly efficient fighting combination found nothing to fight. »
— Stanley Goble au sujet de la présentation des opérations sur le front de l'Ouest en 1915.

        
« On m'a détaché pour effectuer ce qu'on appelait une patrouille de combat dans un Caudron bimoteur. Mon armement était un pistolet de détresse et mon artilleur était muni d'un fusil. [...] J'ai découvert que mon artilleur n'avait jamais été dans les airs, n'avait jamais tiré au fusil de sa vie. [...] Je n'avais pas vu un Caudron bimoteur avant la tombée de la nuit, la veille au soir, et je n'ai même pas pu obtenir une carte du front. [...] Heureusement, cette combinaison de combat très efficace n'a rien trouvé à combattre. »
Stanley Goble est un membre fondateur du No. 208 Squadron RAF en 1916, à la fin de la bataille de la Somme, où il pilote des chasseurs Pups et Nieuport. Il reçoit la Distinguished Service Cross pour ses actions le 24 septembre 1916 lorsqu'il a combattu deux chasseurs ennemis près de Ghistelles en Flandre occidentale, « et qu'il a enflammé l'un d'entre eux lors d'une plongée en spirale ». Cette victoire est le premier « tué » confirmé par un pilote allié aux commandes du Pup,. Stanley Goble est promu flight lieutenant le 1er octobre, et il reçoit plus tard dans le mois la croix de guerre française,.
Le 17 février 1917, il reçoit le Distinguished Service Order (DSO) pour sa « bravoure et sa compétence remarquables » dans trois actions distinctes alors qu'il opérait avec le No. 8 Squadron : le 7 novembre 1916 lorsqu'il contraint un chasseur hostile à descendre dans un champ, où il s'écrase en tentant d'atterrir ; le 27 novembre lorsqu'il engage quatre avions ennemis, en détruisant un ; et le 4 décembre lorsqu'il aide, lors de combats répétés, à chasser les chasseurs alliés et à abattre l'un d'entre eux. Le même mois qu'on lui décerne le DSO, Stanley Goble est affecté au No. 205 Squadron RAF à Petite-Synthe près de la frontière franco-belge, pilotant un bombardier léger Airco DH.4.
Stanley Goble est promu deux fois en 1917, flight commander en juin, puis squadron commander en décembre. Il dirige le No. 5 Squadron pendant la dernière partie de l'année et jusqu'en 1918,. Son unité soutient la 5e armée alors qu'elle subit les conséquences de l'offensive du Printemps, et est contrainte d'évacuer son terrain d'aviation lorsqu'il est bombardé par l'artillerie ennemie. Déplacé deux fois sur d'autres terrains d'atterrissage, Stanley Goble maintient son escadron sur l'attaque et est par la suite salué par une mention élogieuse distribuée à toutes les unités combattantes de la RNAS. Lorsque la RNAS fusionne avec le Royal Flying Corps de la British Army le 1er avril 1918, Stanley Goble devient major dans la Royal Air Force nouvellement formée. Obtenant deux fois une citation militaire britannique, il termine la guerre en tant qu'as, avec dix victoires,,. Bien qu'il ait lui-même été contraint d'atterrir à deux reprises, il n'est pas blessé pendant son service actif.

### L'entre-deux-guerres

#### Création de laRoyal Australian Air Force

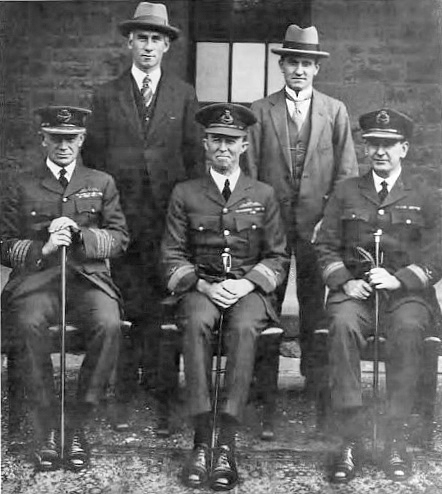
RAAF Air Board en 1928 : Group Captain Stanley Goble, Director of Personnel and Training (avant, à gauche), avec l'Air Commodore Richard Williams, Chief of the Air Staff (avant, centre)

Stanley Goble retourne en Australie sur le HT Gaika en novembre 1918. Il est nommé commandeur de l'ordre de l'Empire britannique lors des New Year Honours de 1919, et obtient le grade de lieutenant-colonel en mai de la même année. Il reçoit un commandement permanent au titre de squadron leader et de wing commander honoraire de la RAF le 1er août 1919, en plus d'un détachement auprès de la Royal Australian Navy,.
Lors de la mise en place temporaire de  l'Air Board pour examiner la faisabilité d'une force aérienne australienne (AAF), Stanley Goble est affecté comme représentant de la Marine, tandis que le lieutenant-colonel Richard Williams, ancien combattant de l'Australian Flying Corps de la Première Guerre mondiale, exerce la fonction de porte-parole de l'Australian Army. L'Air Board australienne permanente de l'aviation australienne est créée le 9 novembre 1920 et ses dirigeants recommandent la création de l'AAF en tant que branche indépendante des forces armées. L'AAF est fondée le 31 mars 1921 — le préfixe « Royal » étant accordé cinq mois plus tard — et le même jour, Stanley Goble quitte ses fonctions au RAF puis il est transféré au nouveau service en tant que wing commander,.
La Navy nomme Stanley Goble comme premier membre de la Force aérienne (plus tard Chief of Air Force), mais Richard Williams obtient le poste et Stanley Goble devient membre de la Seconde Force aérienne et directeur du personnel et de l'instruction,. Richard Williams et Stanley Goble seront chefs d'état-major de la Force aérienne (CEMFA) à trois reprises entre 1922 et 1940. L'un des motifs suggérés pour la rotation était un stratagème de l'Armée de terre et de la Marine pour limiter l'autonomie de Richard Williams. Au lieu de cela, selon l'historien de la RAAF Alan Stephens, l'arrangement « a presque inévitablement favorisé une rivalité improductive » entre les deux officiers, qui a été « exacerbée par les différences de personnalité entre le pédant et autocratique Richard Williams et le joyeux, facile à vivre Goble ». Bien que, d'un point de vue juridique, le Conseil de l'Air dirige la RAAF plutôt que le CAS seul, Richard Williams domine le Conseil à un point tel que Stanley Goble se plaint plus tard que son collègue semble considérer la Force aérienne comme son commandement personnel.

#### Chief of the Air Staff
La rivalité entre Stanley Goble et Richard Williams est telle qu'il a été allégué plus tard que la pratique du gouvernement était de s'assurer qu'ils ne soient jamais en même temps dans le pays. En octobre 1921, Stanley Goble est affecté en Grande-Bretagne pour suivre un cours de coopération navale ; sa place à  l'Air Board est occupée par le Squadron Leader Bill Anderson. Stanley Goble épouse Kathleen Wodehouse à Londres lors de la journée de l'ANZAC en 1922, et revient en Australie plus tard la même année. Son premier mandat comme Chief of the Air Staff commence lorsque Richard Williams quitte le pays en décembre 1922 pour étudier en Angleterre. Stanley Goble élabore un plan pour établir une petite base d'hydravion à Rushcutters Bay à Sydney, mais Richard Williams l'abandonne peu de temps après son retour en Australie en février 1925 pour reprendre le poste de CAS. La proposition de Stanley Goble de créer une force distincte alimente les soupçons selon lesquels il est trop aligné sur les intérêts navals. Il part en Angleterre pour étudier au British Army Staff College de Camberley et au RAF Staff College d'Andover, comme Richard Williams l'avait fait deux ans auparavant. Stanley Goble est également officier de liaison aérienne au haut-commissariat d'Australie à Londres de mai 1926 à septembre 1927. Il est promu group captain le 1er avril 1928.
Élevé temporairement au titre d'Air commodore, Stanley Goble prend le relais en tant que Chief of the Air Staff pour la deuxième fois entre décembre 1932 et en juin 1934, tandis que Richard Williams assiste à l'Imperial Defence College à Londres,. En détachement à la RAF de 1935 à 1937, Stanley Goble est rattaché au Ministère de l'Air britannique en tant que directeur adjoint des opérations aériennes. À ce titre, il assiste à une conférence en 1936 pour examiner un plan d'entraînement aérien à l'échelle du Commonwealth, un concept qui sera relancé au cours de la Seconde Guerre mondiale sous le nom d'Empire Air Training Scheme. Poursuivant sa mission d'échange, Stanley Goble prend le relais, le 1er septembre, en tant que commandant du deuxième groupe de bombardiers, basé dans le Hampshire. Le groupe se compose de quinze escadrons, le mettant en charge d'une force plus forte que l'ensemble de la RAAF. Le 28 février 1937, Stanley Goble est élevé provisoirement au poste d'Air vice-marshal. Il succède à Richard Williams en tant que CAS pour la dernière fois en février 1939, lorsque ce dernier est démis de ses fonctions à la suite du rapport Ellington critiquant les normes de formation et de sécurité aérienne observées par la RAAF,. Lorsqu'il remplace Richard Williams, Stanley Goble est Air Member for Personnel et aurait donc pu être considéré comme plus étroitement responsable de ces normes ; il a soutenu que Richard Williams avait personnellement supervisé l'entraînement aérien du service depuis 1934,.

#### Circumnavigation de l'Australie

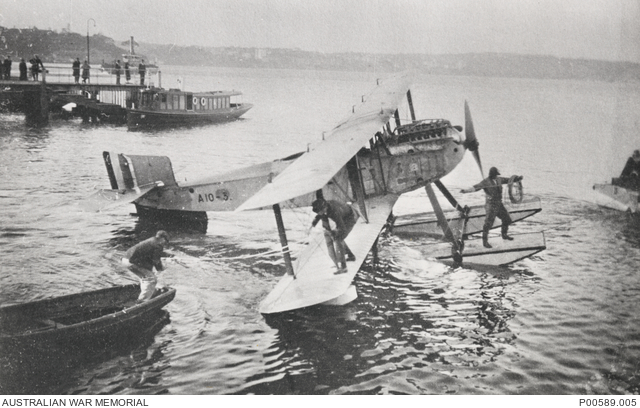
Hydravion Fairey IIID piloté par le Wing Commander Stanley Goble et le Flying Officer McIntyre lors de leur tour de l'Australie en 1924.

La jeune armée de l'air est une petite organisation très soudée, comparable à un aéro-club, bien que plusieurs vols pionniers aient été entrepris par ses membres. L'un des vols les plus remarquables est effectué en 1924 par Stanley Goble, associé au lieutenant anglais Ivor McIntyre, lui aussi vétéran de l'aéronavale britannique : ils parviennent à faire le tour de l'Australie par les airs, à bord d'un hydravion monomoteur Fairey IIID. McIntyre tient le rôle de pilote tandis que Stanley Goble assume les fonctions de commandant de bord et de navigateur. L'objectif du vol était de surveiller la côte nord de l'Australie pour la planification de la défense et de tester les capacités du Fairey IIID.
Bien qu'ils soient bien préparés avec des stocks de carburant et des pièces détachées pré-positionnées le long de l'itinéraire prévu, ils doivent faire face à des maladies et à des tempêtes tropicales, ainsi qu'à des problèmes de moteur en vol et à des fuites de carburant,. Leur voyage les mène autour du continent dans le sens inverse des aiguilles d'une montre, le long de la côte est australienne à travers Sydney, Southport, Townsville et l'île Thursday, en traversant le golfe de Carpentarie jusqu'à Darwin, puis en continuant le long de la côte à travers Broome, Carnarvon, Perth, Albany et Port Lincoln, avant de revenir à Victoria. Alors qu'ils survolent Point Cook, douze avions de la RAAF s'envolent pour les escorter jusqu'à leur lieu d'atterrissage à St Kilda Beach, où ils sont accueillis par une foule de 10 000 personnes.

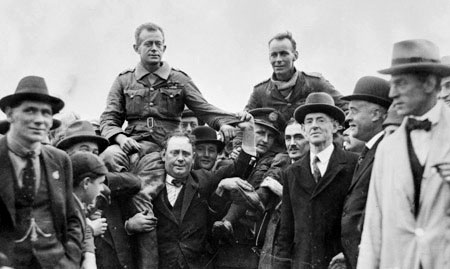
Ivor McIntyre (à droite) et Stanley Goble (à gauche) portés par la foule sur la plage de St Kilda après leur vol autour de l'Australie en 1924.

Le premier ministre Stanley Bruce qualifie l'expédition d'« une des plus belles réalisations de l'histoire de l'aviation », son gouvernement ayant offert à Stanley Goble un don de 500 £, et 250 £ à McIntyre. Le British Royal Aero Club leur décerne le Britannia Trophy de l'année 1924, et ils sont nommés commandants de l'ordre de l'Empire britannique lors des King's Birthday Honours,. Bien que le vol soit toujours reconnu comme l'un des plus importants de l'aviation australienne, la nécessité pour le chef de l'armée de l'air de commander personnellement un tel voyage a été remise en question, ce qui suggère qu'il a été motivé par la surenchère qui a caractérisé la relation Richard Williams-Goble. Deux ans plus tard, Richard Williams effectue un voyage aller-retour de trois mois, 10 000 mille (16 093,44 km) entre Point Cook et les îles du Pacifique, le premier vol international effectué par un avion et un équipage de la RAAF, au milieu de soupçons similaires,.

### Seconde Guerre mondiale

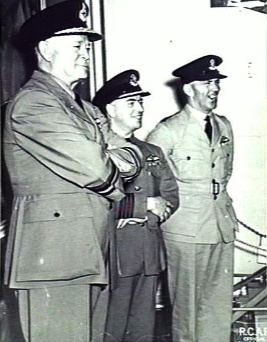
L'Air Vice Marshal Stanley Goble (à gauche) en tant qu'officier de liaison aérienne avec le Canada, en 1941.

En tant que CAS au début de la Seconde Guerre mondiale, Stanley Goble planifie l'expansion et la décentralisation de la RAAF pour répondre aux besoins de la défense intérieure et aux obligations de l'Australie en Europe, ce qui comprend le transfert du No. 10 Squadron RAAF en Grande-Bretagne. Le gouvernement fédéral abandonne son idée d'une force expéditionnaire aérienne autonome au profit d'un engagement total en faveur de l'Empire Air Training Scheme, que Stanley Goble considérait comme préjudiciable à la défense locale. Sa proposition d'organiser la RAAF selon des branches fonctionnelles, avec les commandements de défense intérieure, d'entraînement et de maintenance, est également rejetée,. Il entre également en conflit avec son adjoint, l'Air Commodore John Russell, officier de la RAF en échange en Australie. Ces problèmes conduisent Stanley Goble à présenter sa démission en tant que CAS, cette démission est annoncée le 20 décembre 1939, et prend effet en janvier 1940. L'Argus de Melbourne rapporte que « Goble souhaite démissionner 'sur une question de principe'. On sait qu'il est mécontent depuis un certain temps de ses relations avec le gouvernement fédéral. »
Le premier ministre Robert Menzies cherche en tout cas un officier britannique pour diriger la RAAF et confie au Haut Commissaire du Royaume-Uni, Geoffrey Whiskard, que la démission de Stanley Goble était « sans aucun doute très commode ». À la suite de la nomination intérimaire du commodore d'aviation Anderson, le maréchal en chef de l'air de la Royal Air Force, Sir Charles Burnett, devient CAS ; entre autres choses, Burnett procède à la réorganisation de la Force aérienne en un système de commandement et de contrôle « à zone » à base géographique,. Stanley Goble avait proposé de présenter sa démission de la RAAF ainsi que du poste de CAS, et envisageait un retour en Grande-Bretagne pour servir avec la RAF. Menzies l'a persuadé de rester et d'assumer le rôle d'agent de liaison aérienne australien au Canada, basé à Ottawa,. Élevé au poste d'Air vice-marshal, Stanley Goble reste à ce poste pendant toute la durée de la guerre et est le représentant de la RAAF à la Conférence d'Ottawa en mai-juin 1942 qui négocie le Plan d'entraînement aérien conjoint du Commonwealth,.

### Retraite

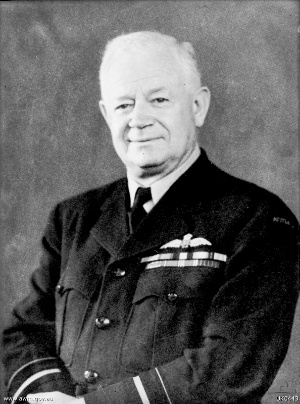
Stanley Goble en 1943.

En janvier 1946, Stanley Goble préside la cour martiale qui juge le meilleur pilote de chasse australien, le capitaine de groupe Clive Caldwell. Accusé de trafic d'alcool sur l'île de Morotai en 1945, Clive Caldwell est reconnu coupable et rétrogradé au grade de flight lieutenant ; il quitte l'Armée de l'air peu de temps après. Stanley Goble est lui-même contraint de prendre sa retraite en février 1946, alors qu'il a cinq ans de moins que l'âge obligatoire de soixante ans. Le Chief of the Air Staff, l'Air vice-marshal George Jones, en recommandant le congédiement de Goble, a écrit que « cet officier possède une bonne connaissance du Service et un esprit alerte, mais qu'il souffre de certaines caractéristiques nerveuses qui rendent impossible l'application continue à une tâche ». D'autres commandants supérieurs de la RAAF qui étaient des vétérans de la Première Guerre mondiale, y compris Richard Williams, ont également pris leur retraite à ce moment-là, prétendument pour faire place à l'avancement des officiers plus jeunes.

### Mort et postérité
Stanley Goble souffre d'une maladie neurovasculaire hypertensive et il meurt à Heidelberg dans la banlieue de Melbourne le 24 juillet 1948. Il est incinéré, sa femme Kathleen et ses trois fils lui survivent. Son fils John, né en 1923, intègre la Royal Australian Navy et est sélectionné pour être pilote dans les Forces aériennes de la marine australienne, atteignant le grade de commodore et commandant le 817 Squadron RAN, la base aéro-navale HMAS Albatross et le porte-avions HMAS Melbourne,. La rue Goble à Hughes, dans le Territoire de la capitale australienne, est nommée en l'honneur de Jimmy Goble. En 1994, lui et Ivor McIntyre sont honorés par l'émission d'un timbre-poste de l'Australia Post, dans une série représentant des aviateurs australiens qui incluent également Freda Thompson, Lawrence Hargrave, Sir Keith Macpherson Smith et Sir Ross Macpherson Smith.

## Distinctions
- Ordre de l'Empire britannique à titre civil (CBE)
- Ordre du Service distingué (DSO)
- Distinguished Service Cross (DSC)
- Croix de guerre 1914-1918 (France)
- Citation militaire britannique (2)

#### The London Gazette
- [London Gazette 1916] (en) « Admiralty, S.W., 25th October, 1916 », The London Gazette (Supplement), no 29799,‎ 25 octobre 1916, p. 10362 (lire en ligne).
- [London Gazette 1917a] (en) « Admiralty, 16th February, 1917. », The London Gazette, no 29947,‎ 16 février 1917, p. 1648 (lire en ligne).
- [London Gazette 1917b] (en) « The following promotions have been made, to date 30th June: », The London Gazette, no 30156,‎ 29 juin 1917, p. 6414 (lire en ligne).
- [London Gazette 1918] (en) « The following promotions have been made to date 31st Dec. 1917 », The London Gazette (Supplement), no 30451,‎ 1er janvier 1918, p. 88 (lire en ligne).
- [London Gazette 1919a] (en) « To be Officers of the Military Division of the said Most Excellent Order. », The London Gazette (Supplement), no 31098,‎ 1er janvier 1919, p. 93 (lire en ligne).
- [London Gazette 1919b] (en) « To be actg. Lt.-Cols.-: », The London Gazette, no 31332,‎ 9 mai 1919, p. 5800 (lire en ligne).
- [London Gazette 1920] (en) « MEMORANDA. », The London Gazette, no 32009,‎ 6 août 1920, p. 8183 (lire en ligne).
- [London Gazette 1922] (en) « Pilot Officer on probation. », The London Gazette, no 32767,‎ 14 novembre 1922, p. 8039 (lire en ligne).
- [London Gazette 1924] (en) « To be Commanders of the Military Division of the said Most Excellent Order: », The London Gazette (Supplement), no 32941,‎ 3 juin 1924, p. 4414 (lire en ligne).